# 1753
Năm 1753 (số La Mã: MDCCLIII) là một năm thường bắt đầu vào thứ hai trong lịch Gregory (hoặc một năm thường bắt đầu vào thứ sáu của lịch Julius chậm hơn 11 ngày).

## Sinh
- 12 tháng 2 - François-Paul Brueys D'Aigalliers, đô đốc người Pháp (mất 1798)
- 20 tháng 2 - Louis Alexandre Berthier, người Pháp (mất 1815)
- 08 tháng 3 - William Roscoe, nhà văn người Anh (mất 1831)
- 09 tháng 3 - Jean-Baptiste Kleber, người Pháp (mất 1800)
- 13 tháng 3 - Louise Marie de Bourbon Adélaïde, vợ của Philippe Églitité (mất 1821)
- 26 tháng 3 - Benjamin Thompson, nhà vật lý, nhà phát minh (mất 1814)
- 3 tháng 4 - Simon Willard, người Mỹ (mất 1848)
- 08 tháng 5 - Miguel Hidalgo y Costilla, linh mục Công giáo và cách mạng Mexico (mất 1811)
- 13 tháng 5 - Lazare Carnot Nicholas Marguerite, chính trị gia, và nhà toán học Pháp (mất 1823)
- 09 tháng 7 - Waldegrave William, bá tước thứ nhất của Radstock, Thống đốc Newfoundland (mất 1825)
- 10 tháng 8 - Edmund Randolph, chính trị gia người Mỹ (mất 1813)
- 12 tháng 8 - Thomas Bewick, nhà điêu khắc người Anh (mất 1828)
- 10 tháng 9 - John Soane, kiến trúc sư người Anh (mất 1837)
- 6 tháng 11 - Jean-Baptiste Bréval, nhà soạn nhạc Pháp (mất 1823)
- 3 Tháng 12 - Samuel Crompton, nhà phát minh người Anh (mất 1827)
- Ngày chưa biết'
  - Phúc Khang An, Tổng đốc Lưỡng Quảng
  - Phillis Wheatley, nhà thơ (mất 1784)
  - Francesc Antoni de la Dueña y Cisneros, giám mục Tây Ban Nha (mất 1821)
  - Quang Trung là vị vua thứ 2 của triều đại Tây Sơn của Việt Nam (mất 1792)